# Гранична рівновага гірських порід
Грани́чна рівнова́га гірськи́х порі́д (рос. предельное равновесие горных пород, англ. ultimate rock equilibrium; нім. Grenzgleichgewichtzustand m des Gebirges) — стан гірського масиву, при якому напруження в гірських породах досягають межі міцності і утворюється одна або декілька поверхонь ковзання. 
Гранична рівновага гірських порід (відрив, скол, зсув) визначається видом напруженого стану, орієнтуванням напружень гірських порід в масиві, параметрами опору порід руйнуванню.